# Batalla de Trautenau
La batalla de Trautenau (en alemán: Schlacht bei Trautenau) o batalla de Trutnov se libró el 27 de junio de 1866, durante la guerra austro-prusiana. Fue la única batalla que terminó en victoria austríaca sobre los prusianos, aunque a un alto coste.

## Antecedentes
El 2.º Ejército prusiano que invadió Bohemia tuvo que separarse para negociar los difíciles pasos de las Montañas de los Gigantes. Cuando las fuerzas prusianas emergieron en el lado de Bohemia, se encontraron con las fuerzas austriacas. En Nachod los austríacos fueron sonoramente derrotados, pero en el mismo día, cuando el I Cuerpo de Ejército de Adolf von Bonin emergió de los pasos de montaña, fue atrapado al aire libre en su camino de Trautenau hacia Pilníkov, donde se esperaba enlazar con el Primer Ejército.

## La batalla
La vanguardia de Bonin despejó los pasos durante el final de la mañana y entró en Trautenau a las 10 horas. El X Cuerpo austríaco, dirigido por Ludwig von Gablenz, había levantado el campamento a las 8 y había marchado hacia Trautenau para detener el avance de Bonin. Las tropas austríacas llegaron por partes con la brigada de Mondel, que había comenzado su marcha antes que la mayor parte del Cuerpo, estando en posición en las alturas detrás de Trautenau a las 7:45.
La avanzada de los prusianos fue atacada por una escaramuza austríaca de cazadores (Jäger) cuando descansaba en la plaza del pueblo. Mondel, a quien se había ordenado evitar un enfrentamiento general hasta que todo el Cuerpo se hubiera reunido, hizo retroceder a sus tropas hacia las alturas. La retaguardia de Mondel logró detener a los prusianos hasta el mediodía. A las 12:00, la 1.ª división de Bonin había expulsado a Mondel y había llegado a la ciudad de Neu-Rognitz (Novy Rokytnik). La segunda división había alcanzado las alturas y estaba explorando en dirección a la ciudad de Alt-Rognitz (Stary Rokytnik). Esto le dio a los prusianos el tiempo para mover tropas y armas de fuego a las alturas.
Cuando las brigadas austriacas empezaron a llegar, Gablenz ordenó a una segunda brigada (Wimpffen) que pasara por delante de Mondel y tomara el Johannesberg, mientras que una tercera brigada (Grivicic) envolvería la izquierda prusiana y atacaría el Hopfenberg. Para preparar el ataque, Gablenz ordenó una gran batería de 40 cañones para abrir fuego contra las alturas sostenidas por los prusianos. Tras un intenso bombardeo, Bonin entró en pánico y comenzó a retirarse hacia los pasos. Antes de que esta retirada pudiera ser llevada a cabo, los austriacos atacaron en masa con medio batallón. Los ataques austríacos de Grivicic y Wimpffen no fueron coordinados y se estancaron ante el fuego prusiano del fusil de aguja Dreyse. Cuatro batallones prusianos de la retaguardia consiguieron mantener a raya a las brigadas austriacas. A las 5 de la tarde había llegado la cuarta brigada de Gablenz (Knebel), que originalmente estaba en reserva. Cuando vio a las brigadas de Grivicic y Wimpffen luchando, Knebel ignoró las órdenes y atacó y tomó las alturas junto con Wimpffen, perdiendo 900 hombres en el proceso, para ahuyentar a la retaguardia de Bonin.

## Resultado
Aunque fue una victoria austriaca, el costo fue alto. Los austriacos perdieron alrededor de 5000 hombres contra 1400 los prusianos. Aunque el I Cuerpo Prusiano había sido rechazado, la posición de Gablenz se había vuelto insostenible. A su izquierda el V Cuerpo de Steinmetz había roto la línea austríaca en Nachod y, a su derecha, el Cuerpo de la Guardia Prusiana (Imperio alemán) se estaba acercando a Eipel (Upice), amenazando a ambos sus flancos. Al día siguiente Gablenz intentó evadir el cerco de la Guardia Prusiana, pero tuvo que sacrificar la mayor parte de la brigada de Grivicic, que estaba casi aniquilada, en la batalla de Burkersdorf y Rudersdorf, para permitir su retirada.